# 陳耕 (1948年)
陳耕（1948年4月—），男，福建同安人，中國戏剧家，一級編劇，中國共產黨黨員。

## 作品
著有《閩台民間戲曲的傳承與變遷》、《百年坎坷歌仔戲》（與曾學文合著）等書。
參加彩色電影故事片《血與火的洗禮》和《小城春秋》的編劇。
參加創作的舞劇《阿美姑娘》得到中華人民共和國文化部文華獎的文華新劇目獎。